# Alice da Bretanha (1243–1288)
Alice da Bretanha (em francês:  Alix de Bretagne; Castelo de Suscinio, 6 de junho de 1243 — 2 de agosto de 1288) foi suo jure senhora de Pontarcy e de Brie-Comte-Robert, além de ter sido condessa consorte de Blois pelo seu casamento com João I de Blois.

## Família
Alice, que recebeu seu nome em homenagem a avó paterna, foi a primeira filha e a terceira criança nascida de João I, Duque da Bretanha e da infanta Branca de Navarra. Seus avós paternos eram Pedro I, duque da Bretanha e Alice de Thouars, Duquesa da Bretanha. Seus avós maternos eram o rei Teobaldo I de Navarra e  sua segunda esposa, Inês de Beaujeu.
Ela teve sete irmãos, entre eles: João II, Duque da Bretanha, marido da princesa Beatriz de Inglaterra; Pedro, senhor de Dinan; dois irmãos chamados Teobaldo; Leonor; Nicolas, e Roberto.

## Biografia
Em 11 de dezembro de 1254, foi assinado o contrato de casamento entre Alice, com então onze anos, e o conde João I. Ele era o filho primogênito do conde Hugo I de Châtillon e de Maria de Avesnes.
Devido a união, a propriedade do Castelo de Brie-Comte-Robert, no departamento de Sena e Marne, foi transferida para a família de Châtillon.
O casal teve apenas uma filha, Joana.
Em 1277, o conde e a condessa fundaram o Mosteiro de La Guiche, hoje uma Abadia, em Chouzy-sur-Cisse. João morreu em 28 de junho de 1279, e foi enterrado no Mosteiro.  
Em setembro de 1284, os executores do marido foram condenados, no título do rei, a pagar a soma de três mil libras para que a condessa pudesse liderar alguns cavaleiros para a Terra Santa. Eles chegaram na cidade de Ptolemais, hoje conhecida como Acre, em 1287, onde erigiram duas grandes "torres de barbacã" para proteger os portos marítimos dos ataques de sarracenos, um perto de Saint-Nicolas, o outro entre as portas de São Tomás e Maupas.
Alice faleceu em 2 de agosto de 1288, aos 45 anos de idade, e foi sepultada no mesmo local de repouso do marido.

## Descendência
- Joana de Blois-Châtillon (1253 – 19 ou 29 de janeiro de 1291) foi condessa de Blois, Chartres, Dunois, Alençon e de Perche. Foi esposa do conde Pedro de Alençon, com quem teve dois filhos.